# Zuidplaspolder

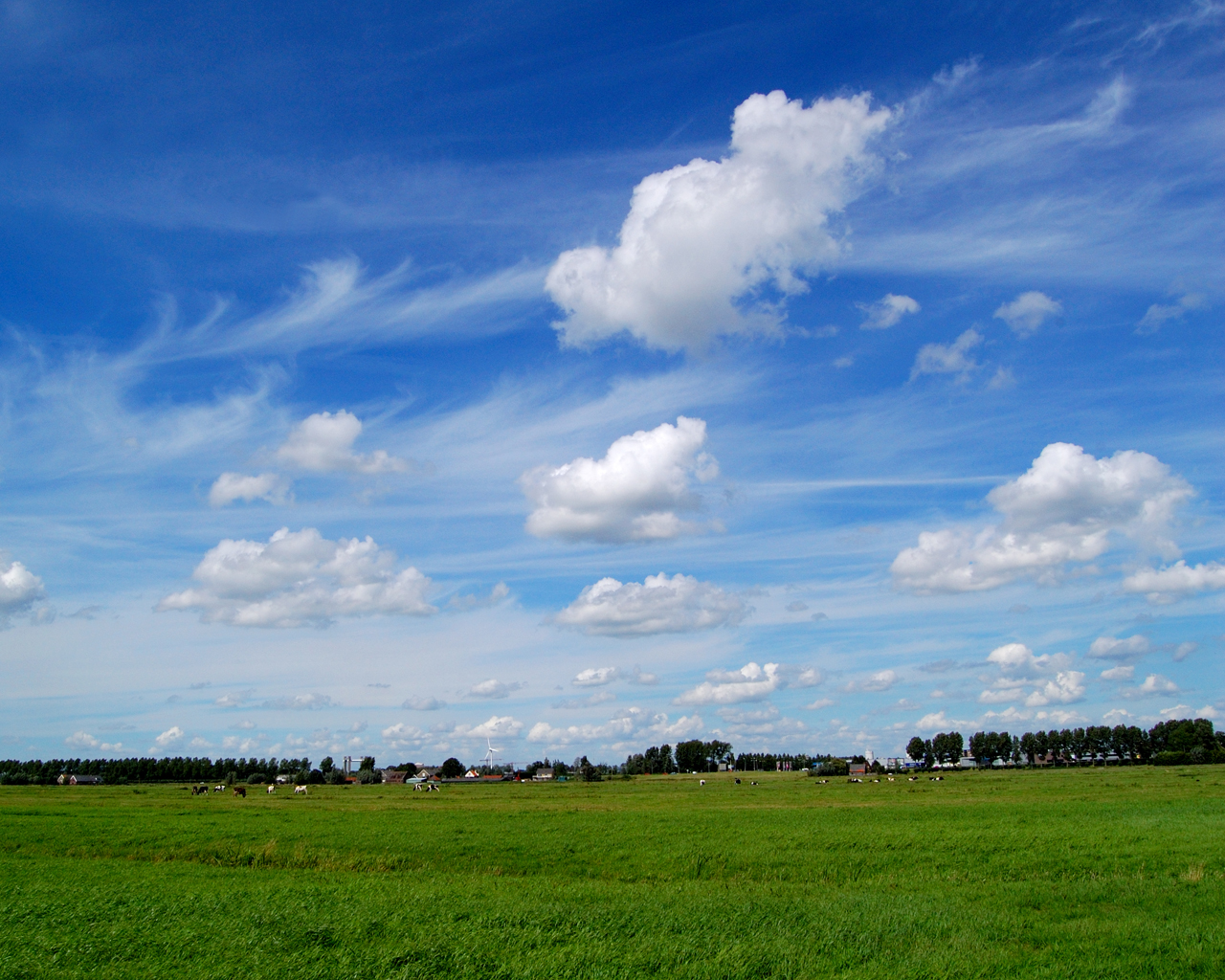
Zuidplaspolder bei Moordrecht

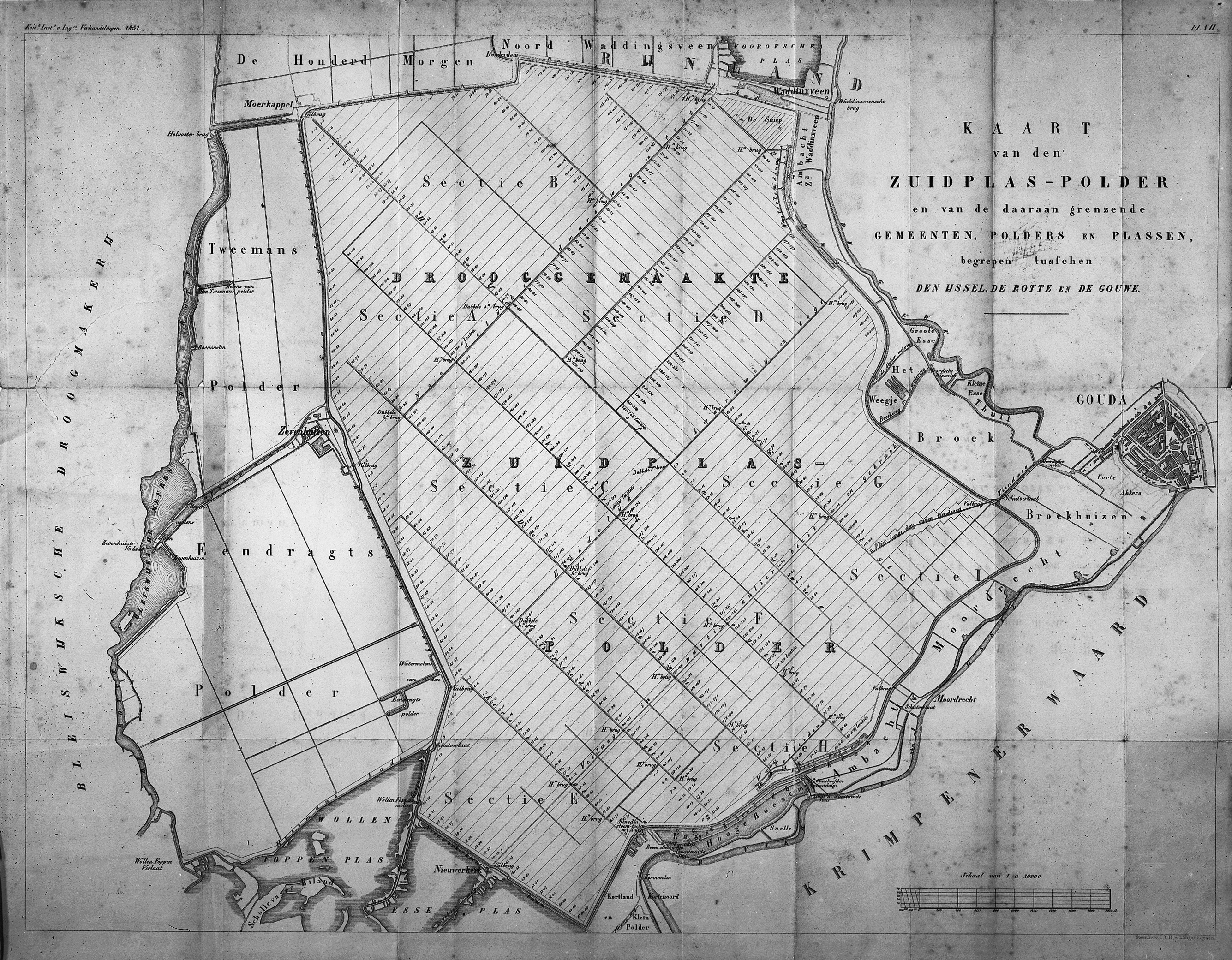
Karte des Zuidplaspolders aus dem Jahr 1850

Der Zuidplaspolder ist ein Polder in der niederländischen Provinz Südholland, zwischen Rotterdam-Nesselande, Zevenhuizen, Moerkapelle, Waddinxveen, Gouda, Moordrecht und Nieuwerkerk aan den IJssel. In diesem Polder, der der Gemeinde Zuidplas seinen Namen gegeben hat, befindet sich der mit 6,76 Metern unter dem Amsterdamer Pegel niedrigste Punkt der Niederlande (möglicherweise auch der gesamten Europäischen Union).

## Geschichte
Aufgrund des intensiven Torfabbaus bestand bis zum 19. Jahrhundert an der Stelle des heutigen Polders ein großer See, der Zuidplas. Um zusätzliche landwirtschaftliche Anbauflächen zu gewinnen, wurde unter der Regierung König Wilhelms I. 1816 der Entschluss gefasst, den See zu entwässern. In den folgenden Jahren wurde ein räumlicher Grundrissplan erstellt. Auf der Grundlage einer Linie zwischen den Kirchtürmen von Moerkapelle und Moordrecht wurde das Gebiet in ein Raster aus Blöcken von etwa 800 × 800 Metern eingeteilt, die durch Gräben („tochten“) voneinander getrennt waren. Im Jahr 1825 wurde mit der eigentlichen Trockenlegungsarbeit begonnen. Mit Hilfe von 30 Windmühlen wurde der Polder in einen Ringkanal entleert. Im Jahr 1840 war die Arbeit abgeschlossen. Vierzig Jahre später übernahmen Dampfmühlen (die zum ersten Mal im Zuidplaspolder zum Einsatz kamen) die Aufgabe, den Wasserstand zu regulieren. Heute wird dies durch elektrische Pumpwerke bewerkstelligt. An einigen Stellen des Polders ist noch das ursprüngliche Raster zu erkennen.
In neuerer Zeit bestehen Pläne, den Polder zu einem Wohn- und Gewerbegebiet zu entwickeln.